# Západočeský krajský přebor 1969/1970
V soubojích Západočeského krajského přeboru 1969/70 (jedna ze skupin 5. nejvyšší fotbalové soutěže) se utkalo 14 týmů dvoukolovým systémem podzim – jaro. Tento ročník skončil v červnu 1970. 

## Výsledná tabulka
Zdroj:
| Poř. | Tým                        | Z  | V  | R  | P  | VG | OG | B  |
| ---- | -------------------------- | -- | -- | -- | -- | -- | -- | -- |
| 1.   | TJ ČSAD Plzeň              | 26 | 17 | 6  | 3  | 76 | 24 | 40 |
| 2.   | TJ Stará Role (N)          | 26 | 14 | 7  | 5  | 40 | 27 | 35 |
| 3.   | TJ Sokol Staňkov (N)       | 26 | 14 | 6  | 6  | 47 | 22 | 34 |
| 4.   | Dukla Cheb „B“             | 26 | 12 | 10 | 4  | 51 | 29 | 32 |
| 5.   | TJ Lokomotiva Cheb         | 26 | 13 | 5  | 8  | 58 | 32 | 31 |
| 6.   | TJ Slovan Plzeň            | 26 | 12 | 4  | 10 | 48 | 31 | 28 |
| 7.   | TJ Baník Sulkov            | 26 | 12 | 3  | 11 | 48 | 63 | 27 |
| 8.   | TJ Tatran Sušice           | 26 | 10 | 4  | 12 | 31 | 52 | 24 |
| 9.   | Dukla Janovice (N)         | 26 | 8  | 6  | 12 | 42 | 41 | 22 |
| 10.  | TJ Slavia Karlovy Vary „B“ | 26 | 9  | 4  | 13 | 38 | 43 | 22 |
| 11.  | Dukla Karlovy Vary         | 26 | 6  | 9  | 11 | 35 | 53 | 21 |
| 12.  | Dukla Planá                | 26 | 5  | 7  | 14 | 27 | 46 | 17 |
| 13.  | TJ Baník Líně (N)          | 26 | 7  | 3  | 16 | 33 | 65 | 17 |
| 14.  | TJ Slovan Blatnice         | 26 | 3  | 6  | 17 | 23 | 63 | 12 |

Poznámky:
- Z = Odehrané zápasy; V = Vítězství; R = Remízy; P = Prohry; VG = Vstřelené góly; OG = Obdržené góly; B = Body; (S) = Mužstvo sestoupivší z vyšší soutěže; (N) = Mužstvo postoupivší z nižší soutěže (nováček)

|  | Postup do Divize A 1970/71             |
|  | Sestup do příslušné I. A třídy 1970/71 |